# Pierre Guillot

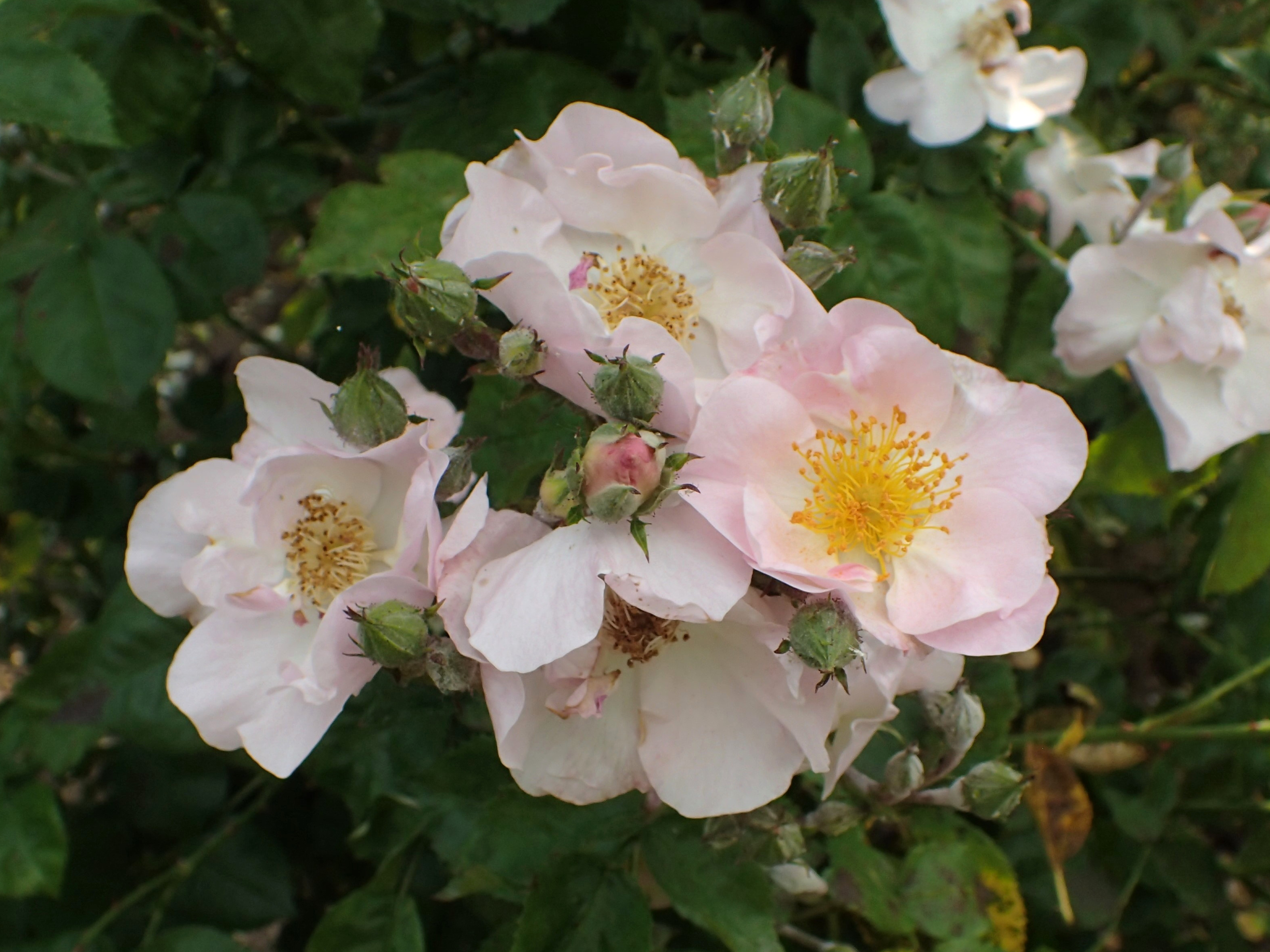
Pierre Guillots Rose 'Roby' von 1912

Pierre Guillot (* 13. November 1855 in Lyon; † 22. September 1918 ebenda) war ein französischer Rosenzüchter und Mitglied der bekannten Rosenfamilie Guillot.

## Leben

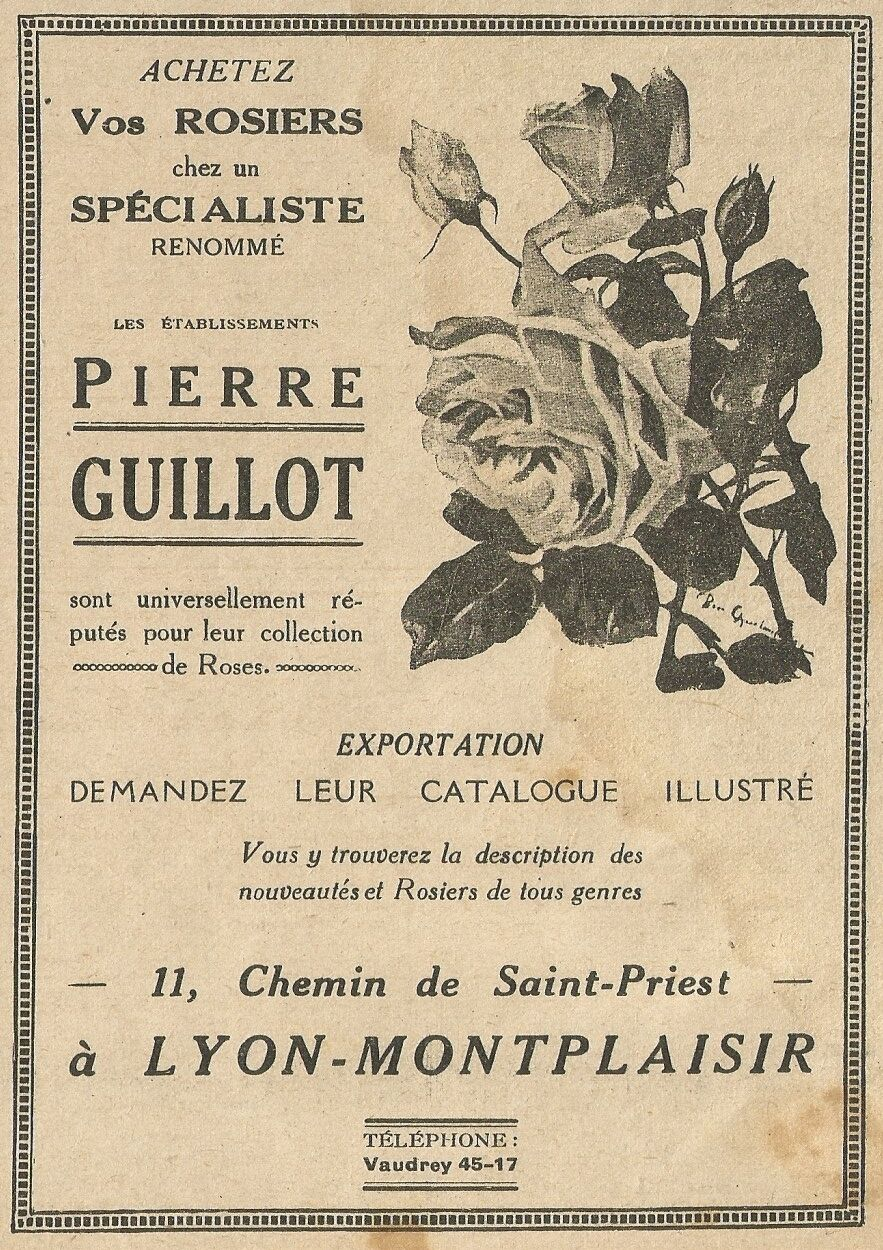
Werbeplakat für Pierre Guillots Rosenhandel

Bereits sein Großvater und Vater waren Rosenzüchter: Er war der Enkel von Jean-Baptiste Guillot, gen. Guillot père, und der Sohn von Jean-Baptiste André Guillot, gen. Guillot fils; auch seine Mutter Catherine Berton stammte aus einer Familie von Gärtnern.
Pierre Guillot studierte an der Faculté des Sciences und arbeitete ab 1884 im Unternehmen seines Vaters. Zusammen gaben sie 16 neue Rosensorten unter dem Namen „Guillot et Fils“ heraus, darunter die Sorten 'Gloire Lyonnaise' (1884) und 'Madame Laurette de Messimy' (1887). Im Jahr 1892, ein Jahr vor dem Tod seines Vaters, übernahm er die Leitung des Betriebs und benannte einige Jahre später zwei neue Rosen nach seinen Eltern, die Sorten 'Souvenir de Catherine Guillot' und 'Souvenir de J.-B. Guillot'. Das Unternehmen befand sich zu seiner Zeit in Lyon-Monplaisir.
Pierre Guillot war vor allem auf Teerosen, Remontant-Rosen und Teehybriden spezialisiert. Er brachte etwa 60 eigene Sorten in den Handel, darunter 'Irène Watts' (1895), 'Comtesse du Cayla' (1902), 'Madame Léon Pain', 'Marco' (beide 1904), 'Roby' (1912) sowie 'Jacques Porcher' (1914).
Er gehörte mehreren wissenschaftlichen Gesellschaften an, korrespondierte mit vielen ausländischen Rosenzüchtern und wurde aufgrund seines Rufs zu großen Rosenveranstaltungen eingeladen. Guillot stellte sowohl seine eigenen Rosen auf nationalen und internationalen Kongressen aus und verfasste dazu die Berichte und gehörte außerdem selber als Preisrichter zahlreichen Jurys an.
1913 wurde Pierre Guillot zum Chevalier der Légion d’Honneur ernannt. Er starb mit 63 Jahren am 23. September 1918 in Lyon und hinterließ seine Frau Marie-Louise Guillot, geb. Compagnon († 1926), und die gemeinsamen drei Kinder Hélène, Marguerite und Marc (1899–1953).

## Die Firma Rosen-Guillot nach Pierre Guillots Tod

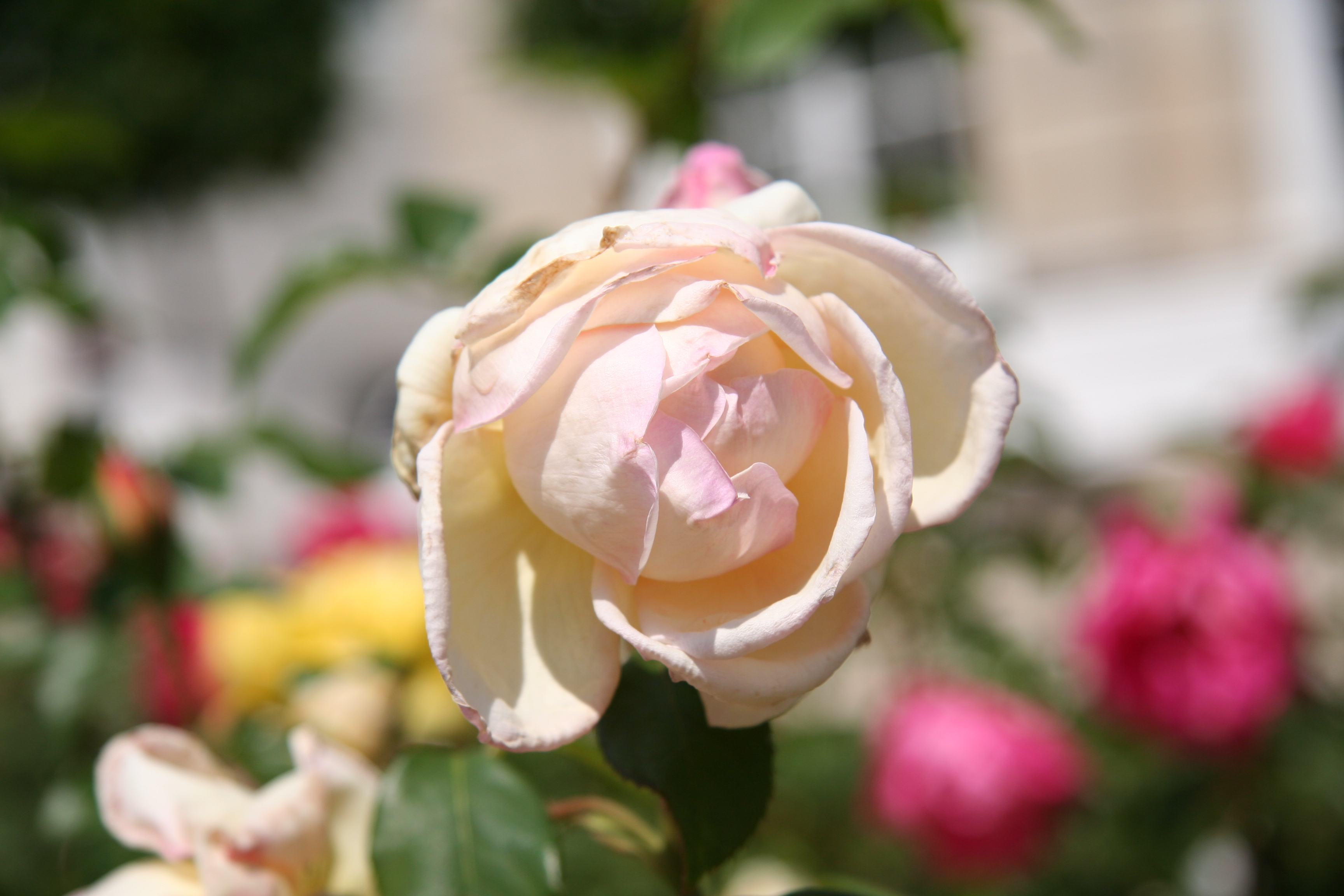
'Comtesse de Cassagne', 1919

Das Familienunternehmen wurde nach seinem Tod bis 1926 zunächst von seiner Frau unter dem Namen „Veuve Guillot“ („Witwe Guillot“) weitergeführt. Sie brachte 1919 die Teehybride 'Comtesse de Cassagne' heraus, die wahrscheinlich noch eine Züchtung ihres Mannes war.
Danach übernahm Pierres und Marie-Louises Sohn Marc das Geschäft, der 1953 mit nur 54 Jahren verstarb. Marcs Witwe Juliette Guillot, geb. Granjon, führte die Roseraie Guillot weiter bis 1972 und übergab die Leitung dann an ihre Söhne Jean-Pierre und Jean-Marc Guillot. In der Periode von 1918 bis 1972 war die Roseraie Guillot in erster Linie ein Rosenhandel, es wurden nur wenige eigene Rosen gezüchtet.
Jean-Pierre und Jean-Marc Guillot konzentrierten sich besonders auf Alte Rosen und arbeiteten außerdem mit ihrem Cousin dem Rosenzüchter Dominique Massad zusammen – einem Urenkel von Pierre Guillot.
Jean-Marc Guillot verkaufte den Familienbetrieb 2011 an Olivier Mathis und dieser 2019 an Anne Oblin, die bereits zuvor Anteile an der Firma hatte, deren Namen „Guillot“ sie beibehält.

## Galerie: Rosen von Pierre Guillot

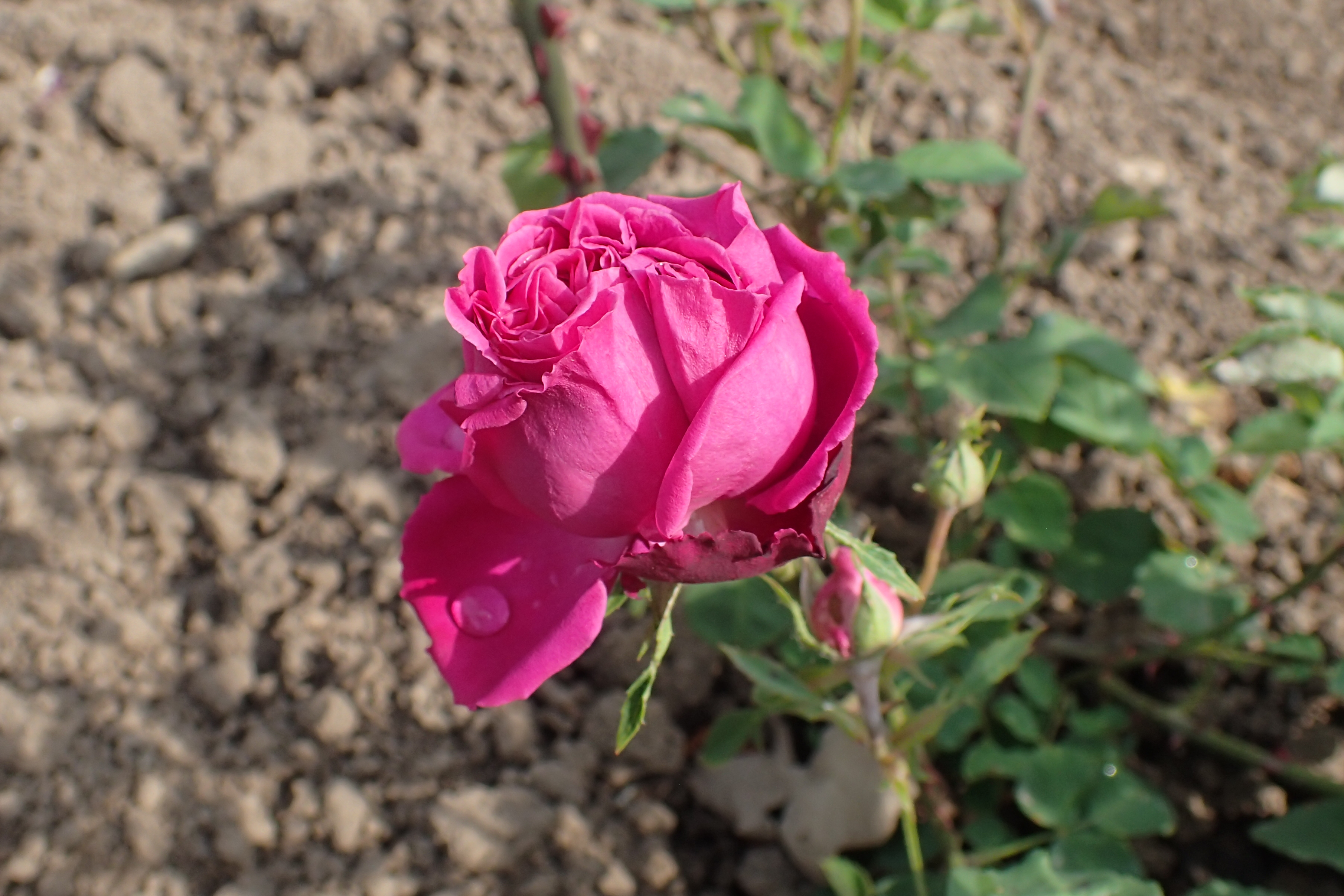
'Augustine Halem', 1891
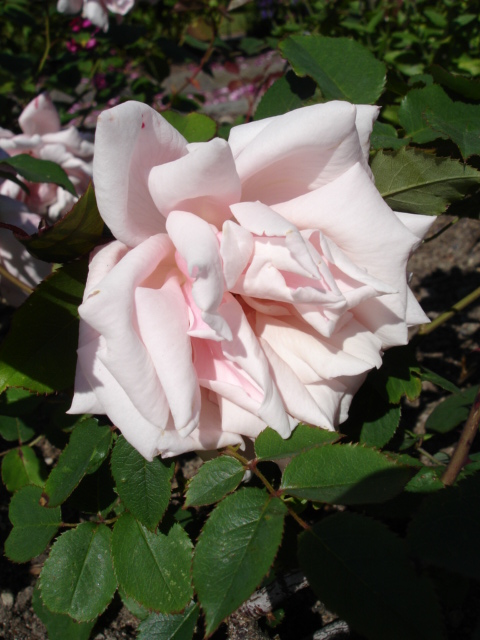
'Mme Léon Pain', 1904
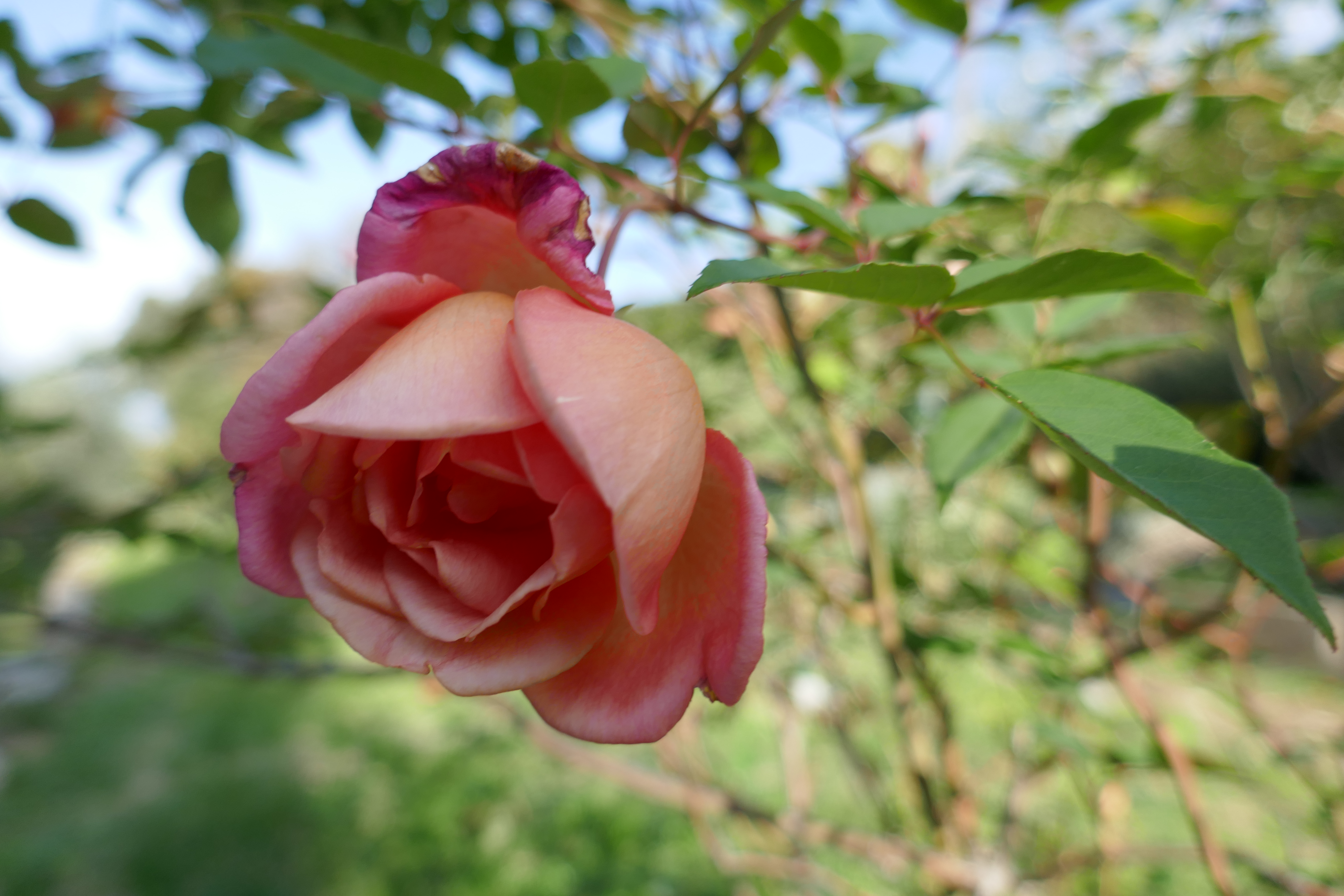
'Comtesse du Cayla', 1902
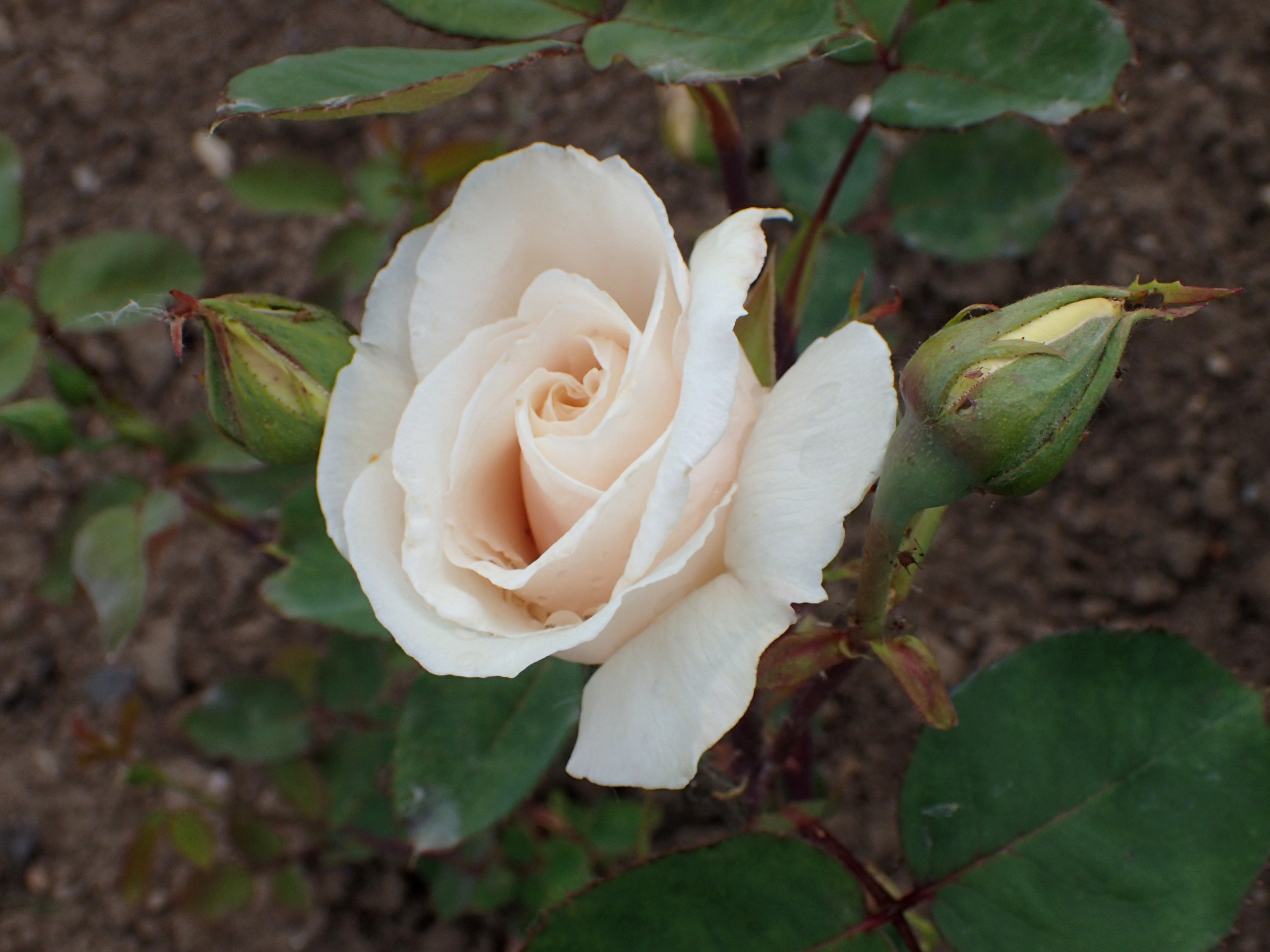
'Grange Colombe', 1911